# Юган Вільгельм Цеттерстедт
Юган Вільгельм Цеттерстедт (швед. Johan Wilhelm Zetterstedt; 20 травня 1785 — 23 грудня 1874) — шведський натураліст.

## Біографія
Юган Вільгельм Цеттерстедт народився 20 травня 1785 року.
Цеттерстедт вчився у Лундському університеті у відомого вченого Андерса Яхана Ретціуса. У 1822 році він отримав звання професора та змінив Карла Адольфа Агарда на посаді професора ботаніки та практичної економіки. У 1831 році він був обраний членом Шведської королівської академії наук.
Юган Цеттерстедт був більше відомий як вчений-ентомолог. Його колекції двокрилих та прямокрилих комах зберігаються у Зоологічному музеї Лундського університету. Його учнем був відомий ентомолог Андерс Густав Далбом.
Юган Вільгельм Цеттерстедт помер 23 грудня 1874 року у Лунді.

## Окремі публікації
- 1810-1812 Dissertatio de Fæcundatione Plantarum
- 1821 Orthoptera Sueciae disposita et descripta. Lundae (Lund),132 pp.
- 1828 Fauna Insectorum Lapponica
- 1835 Monographia Scatophagarum Scandinaviæ
- 1837 Conspectus familiarum, generum et specierum Dipterorum, in Fauna insectorum Lapponica descriptorum. Isis
- 1838 Conspectus plantarum in horto botanico et plantatione Universitatis Typis excudit Carolus Fr. Berling
- 1838-1840 Insecta Lapponica. L. Voss, Lipsiae (Leipzig),1139 pp.
- 1842-1854. Diptera Scandinaviae disposita et descripta. Lundbergiana, Lundae (Lund),6 volumes.
- 1855. Diptera Scandinaviae disposita et descripta. Tomus duodecimus seu supplementum tertium, continens addenda, corrigenda & emendanda tomis undecim prioribus. Officina Lundbergiana, Lundae (Lund)